# 淡色文鸟
淡色文鸟（学名：Lonchura pallida），是梅花雀科文鸟属的一种鸟类，其种加词“pallida ”意为“淡色的”。分布于东帝汶和印度尼西亚。该物种的保护状况被评为无危。
淡色文鸟的栖息地包括亚热带或热带的（低地）干草原、耕地、亚热带或热带的（低地）干燥疏灌丛和牧草地。